# Пять патронных гильз
«Пять патронных гильз» (нем. Fünf Patronenhülsen) — фильм 1960 года производства ГДР режиссёра Франка Байера по сценарию Вальтера Горриша, который сам воевал в Испании и переработал многие из своих впечатлений в фильме.

## Сюжет
Во время Гражданской войны в Испании батальон интербригад оказался отрезанным от воды и боеприпасов. Командир, майор Боланьос, просит своего комиссара, немца Генриха Виттинга, отобрать пятерых добровольцев, которые останутся прикрыть отход батальона.
Виттинг отбирает француза Пьера, немца Вилли, поляка Олега, испанца Хосе и болгарина Дмитрия. Кроме того, советский радист Вася остается на связи.
Отряд в течение нескольких часов отбивается от националистов, а затем идёт на прорыв. Виттинг убит.
Бойцы в жару пересекают Сьерру, у них заканчивается вода. Все колодцы в этом районе охраняются националистами. Члены группы впадают в отчаяние от жажды, и их попытки раздобыть воду терпят неудачу. Они начинают ссориться между собой.
Вася, обезумев от жажды, забредает в деревню в поисках воды и попадает в руки врага, но ему на помощь приходят остальные и спасают от казни.
Вася вызывается задержать преследующих их фалангистов. Делая вид, что сдается, идёт к вражеским солдатам с гранатой в руке и взрывает их и себя.
Пьер пытается дойти до колодца, но ему не удаётся, он застрелен националистами.
Остальным, почти слишком обезвоженным, чтобы двигаться, всё-таки удаётся вырваться и догнать батальон.

## В ролях
- Эрвин Гешоннек — комиссар Генрих Виттинг, немец
- Ульрих Тейн — радист Вася, русский
- Эдвин Мариан — Хосе Мартинес, испанец
- Эрнст-Георг Швилл — Вилли Зайферт, немец
- Армин Мюллер-Шталь — Пьер Жиро, француз
- Манфред Круг — Олег Залевский, поляк
- Гюнтер Науманн — Дмитрий Пандоров, болгарин
- Фриц Диц — майор Боланос
- Йоханнес Маус — Карл
- Йохен Диштельманн — Джерри
- Харальд Йопт — Санчес
- Фриц-Эрнст Фехнер — Йирка
- Дом де Берн — Отто
- Ханс Финор — Педро
- Вальтер Шрамм — Хуан

## Критика
«Lexikon des internationalen Films» указывает, что фильм представляет собой «захватывающую» и «необычайно тщательно продуманную драму о гражданской войне».
Издание «DEFA: East German cinema, 1946—1992» характеризует фильм как «экспрессионистскую драму, в которой одинокие герои противостоят бесчеловечному ландшафту и невидимому врагу» и, таким образом, имеют «замечательное сходство» с вестернами.

## Награды

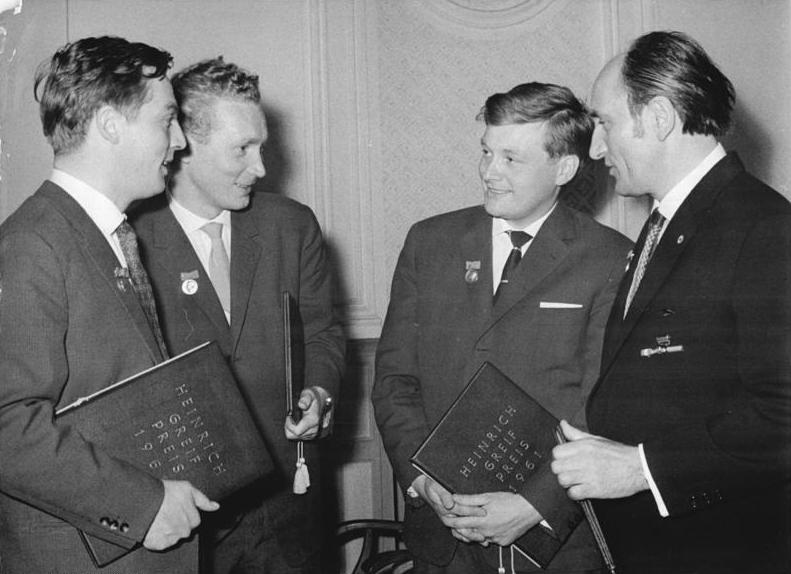
композитор Йоахим Верцлау, режиссёр Франк Байер, художник-постановщик Альфред Хиршмайер и оператор Гюнтер Марчинковски после получения премии за работу над фильмом «Пять патронных гильз». 1961 год

Авторы фильма были удостоены Премии имени Генриха Грайфа I степени (1961).

## Прокат в СССР
Фильм дублирован на русский язык на Киностудии имени М. Горького в 1961 году.
Выпущен в кинопрокат СССР 12 марта 1962, 21 июня 1962 показан по телевидению СССР